# (7452) Izabelyuria
(7452) Izabelyuria (1978 QU2) – planetoida z pasa głównego asteroid okrążająca Słońce w ciągu 5,49 lat w średniej odległości 3,11 j.a. Odkryta 31 sierpnia 1978 roku.